# Titre-service
 (novembre 2021).
 (novembre 2021).
Si vous disposez d'ouvrages ou d'articles de référence ou si vous connaissez des sites web de qualité traitant du thème abordé ici, merci de compléter l'article en donnant les références utiles à sa vérifiabilité et en les liant à la section « Notes et références ».
Le titre-service se présente sous la forme de chèque. Il est utilisé en Belgique comme moyen de paiement pour des services de proximité. Le titre-service peut, soit être sous format papier ou dématérialisé en titre-service électronique.
Les utilisateurs de services s’inscrivent chez l'émetteur. Depuis le 1er janvier 2008, c'est la société Sodexo qui assure l'impression et la distribution des titres-services à l'utilisateur.
Le premier contrat avait été signé par les autorités fédérales avec la société ACCOR Services (Edenred) au terme d’un lobbying intense de la part de cette dernière auprès de la ministre de l’emploi.
L'utilisateur achète chez Sodexo les titres-services (9 € par titre pour les 400 premiers, 10 € pour les 100 derniers) et échange un titre-service pour chaque heure prestée par les salariés sous contrat de travail avec une entreprise agréée en paiement des services. L’entreprise remet les chèques à Sodexo et reçoit le montant correspondant additionné d'une partie financée par l'état sous la tutelle de l’ONEm (un total de 22,04 € par titre).
L’utilisateur du service bénéficie d’une réduction fiscale sur le montant des titres achetés qui varie selon la Région du domicile de l'utilisateur.

## Déduction Fiscale
À partir du premier janvier 2015
Région Wallonne : l'utilisateur bénéficie d’une réduction d’impôt de 10 % (soit 0,9 € par titre-service) pour les 150 premiers titres-services achetés par personne.
Région Flamande et Bruxelles-Capitale : La réduction d’impôt est calculée sur un taux d’imposition de 30 % en Flandre et 15 % à Bruxelles, avec un maximum déductible de 1.440 € par personne et par an.

## Les services de proximité
Les services offerts moyennant paiement par titres-services s’adressent uniquement aux particuliers, aux ménages :
- l’aide au ménage, lessive, repassage, nettoyage des vitres, petites courses ménagères, préparation de repas ;
- repassage en atelier spécialisé ; petits travaux de couture ;
- transport de personnes à mobilité réduite.

## Les entreprises agréées
Les services sont fournis par des entreprises ayant reçu un agrément officiel. Elles peuvent revêtir différentes formes sociales et avoir des vocations spécifiques :
C'est la raison pour laquelle les services peuvent être dispensés par des entreprises à finalité sociale ; d'insertion sociale ; sociétés commerciales ; société d'Intérim ; Centre public d'action sociale et Agence locale pour l'emploi.

## Organisation du système
Le cadre de la loi :
Loi du 20 juillet 2001 visant à favoriser le développement de services et d'emplois de proximité
AR du 12 décembre 2001 - Arrêté Royal concernant les titres-services
Arrêté Royal du 13 juillet 2007
Arrêté Royal du 7 juin 2007
Le système des titres-services est organisé au niveau fédéral (Service public fédéral « Emploi et Concertation sociale ») et mis en œuvre par l’Office national de l’emploi (ONEm).
À la suite de l’accord institutionnel sur la sixième réforme de l’État, intitulé “Un État fédéral plus efficace et des entités plus autonomes”, intervenu en décembre 2011, la Région flamande, la Région de Bruxelles-Capitale et la Région wallonne sont devenues compétentes pour le régime des titres-services.
Ces compétences ont été transférées à partir du 1er juillet 2014 à la Région wallonne, la Région de Bruxelles-Capitale, la Région flamande et la Communauté germanophone.
Une phase transitoire pendant laquelle l’ONEM continue provisoirement d’exercer cette compétence a cependant été prévue. L’ONEM reste donc, en vertu du principe de continuité, chargé de l'exécution de cette matière jusqu’au moment où la Région sera opérationnellement en mesure d’exercer cette compétence.
Pour les matières pour lesquelles les régions sont compétentes pour modifier la réglementation : La réglementation et les procédures existantes restent en vigueur jusqu'à ce qu’une Région ou la Communauté germanophone les modifient.
Dans sa déclaration de politique générale 2013, la ministre de l’Emploi, Monica De Coninck (SP.A) a annoncé que la valeur de remboursement du titre-service pourrait devenir variable. L'intention étant de moduler l’intervention de l’État dans le remboursement du titre-service en fonction de l’ancienneté du travailleur. En pratique, une aide-ménagère expérimentée, pourrait rapporter davantage à son employeur qu’une de ses collègues engagée plus récemment. Cela influencera certainement la politique des Ressources Humaines des entreprises titres-services.
De même, en accentuant les formations et l’accompagnement des travailleurs issus des groupes à risque, La ministre aimerait affecter l’argent non utilisé du Fonds de Formation sectoriel pour les Titres-Services à la formation et à la guidance des nouveaux engagés, et plus spécialement, ceux qui sont issus du chômage ou qui bénéficient du revenu d’intégration.
Un rapport d’évaluation relatif aux activités titres-services est rédigé par IDEA Consult et est transmis au Conseil des Ministres.
Le rapport final du 31 décembre 2013 "Évaluation du régime des titres-services pour les services de proximité 2012" mentionne qu'un total de 2.753 entreprises employant 151.137 salariés ont permis d'échanger plus de 114,37 millions de titres services.

## Fédération patronale
La Plateforme des ale Wallonnes(PAW), Federgon, Unitis et Atout EI sont les principales fédérations qui représentent les entreprises agréées titres-services au niveau national.